# ケツノポリス7
『ケツノポリス7』（ケツノポリス・セブン）はケツメイシ7枚目のオリジナル・アルバム。2011年3月16日、トイズファクトリーから発売された。

## 概要
『ケツノポリス6』以来、2年9か月ぶりのリリース。
ボーカルのRYOJIは、本作を「説教アルバム」と名付けている。
本作より作曲・編曲が外部作家との共作となる。
初回特典は「パチスロろくでなしBLUES」激情コラボCD。本作のアルバムカラーは橙色。裏面ジャケットに、「7（なな）」にちなんで、木の実ナナが登場。

## 収録曲
| 全作詞: ケツメイシ。 |                                      |            |                        |                        |      |
| #                    | タイトル                             | 作詞       | 作曲                   | 編曲                   | 時間 |
| 1.                   | 「出会いは成長の種」                 | ケツメイシ | ケツメイシ & Naoki-T   | ケツメイシ & Naoki-T   | 4:35 |
| 2.                   | 「お二人Summer」(19thシングル)       | ケツメイシ | ケツメイシ & Naoki-T   | ケツメイシ & Naoki-T   | 5:27 |
| 3.                   | 「現実は戦場」                       | ケツメイシ | ケツメイシ & yanagiman | ケツメイシ & yanagiman | 5:40 |
| 4.                   | 「君とつくる未来」(21stシングル)     | ケツメイシ | ケツメイシ & Naoki-T   | ケツメイシ & Naoki-T   | 5:05 |
| 5.                   | 「流れ星」                           | ケツメイシ | ケツメイシ & yanagiman | ケツメイシ & yanagiman | 5:32 |
| 6.                   | 「リディムドライバー」               | ケツメイシ | ケツメイシ & Naoki-T   | ケツメイシ & Naoki-T   | 3:57 |
| 7.                   | 「叫び」                             | ケツメイシ | ケツメイシ & Naoki-T   | ケツメイシ & Naoki-T   | 4:16 |
| 8.                   | 「仲間」(18thシングル)               | ケツメイシ | ケツメイシ & yanagiman | ケツメイシ & yanagiman | 5:56 |
| 9.                   | 「君と僕の季節」                     | ケツメイシ | ケツメイシ & Naoki-T   | ケツメイシ & Naoki-T   | 4:53 |
| 10.                  | 「ランジェリーパブ」                 | ケツメイシ | ケツメイシ & yanagiman | ケツメイシ & yanagiman | 5:10 |
| 11.                  | 「闘え! サラリーマン」(20thシングル) | ケツメイシ | ケツメイシ & Naoki-T   | ケツメイシ & Naoki-T   | 6:00 |
| 12.                  | 「フューチャートラックス」           | ケツメイシ | ケツメイシ & yanagiman | ケツメイシ & yanagiman | 4:37 |
| 13.                  | 「バラード」(21stシングル)           | ケツメイシ | ケツメイシ & yanagiman | ケツメイシ & yanagiman | 6:58 |
| 14.                  | 「『S.O.S』」                        | ケツメイシ | ケツメイシ & Naoki-T   | ケツメイシ & Naoki-T   | 5:25 |
| 15.                  | 「伝えたいこと」                     | ケツメイシ | ケツメイシ & Naoki-T   | ケツメイシ & Naoki-T   | 6:04 |
| 合計時間:            | 合計時間:                            | 合計時間:  | 合計時間:              | 79:35                  |      |

## 初回特典
| 全作詞: ケツメイシ。 |                |            |                      |                      |      |
| #                    | タイトル       | 作詞       | 作曲                 | 編曲                 | 時間 |
| 1.                   | 「ろくでなし」 | ケツメイシ | ケツメイシ & Naoki-T | ケツメイシ & Naoki-T | 5:14 |
| 2.                   | 「激情」       | ケツメイシ | ケツメイシ & Naoki-T | ケツメイシ & Naoki-T | 5:45 |
| 合計時間:            | 合計時間:      | 合計時間:  | 合計時間:            | 10:59                |      |